# Auto-hébergement (Internet)
Pour les articles homonymes, voir Auto-hébergement.
 (février 2023).
Si vous disposez d'ouvrages ou d'articles de référence ou si vous connaissez des sites web de qualité traitant du thème abordé ici, merci de compléter l'article en donnant les références utiles à sa vérifiabilité et en les liant à la section « Notes et références ».
L'auto-hébergement est une pratique consistant à héberger ses services Internet personnels sur ses propres ordinateurs locaux, voire sur un serveur dédié virtuel. Il s'oppose à l'utilisation de services d'hébergements chez un prestataire.
Souvent pratiqué par les entreprises du secteur du numérique, l'auto-hébergement intéresse également les particuliers technophiles pour diverses raisons, il permet notamment d'avoir le contrôle et la responsabilité de ses propres données.

## Histoire
L'avènement des connexions à Internet par ADSL, dont les forfaits n'incluent généralement pas de facturation au temps de connexion, a rendu accessible l'auto-hébergement aux particuliers. Le faible débit montant de ces connexions à Internet en limite toutefois les possibilités.
La mise en place de connexions à Internet par fibre optique, dont les débits montants sont potentiellement beaucoup plus élevés, quoique considérablement bridés par certains fournisseurs, permet en revanche l'hébergement de services dans des conditions réseau semblables à celles de prestataires spécialisés.

## Pratique
L'auto-hébergement nécessite :
- un accès à Internet dépourvu de certaines restrictions techniques ou contractuelles, telles que les NAT de grande échelle ou les blocages de ports ;
- un ordinateur allumé en permanence, configuré pour fournir des services.

L'hébergement de services personnels utilisant peu de ressources électroniques, on utilise souvent des ordinateurs de recyclage ou des ordinateurs spécialisés à basse consommation tels que des Mini PC. L'utilisation de carte ARM est également possible et il présente l'avantage d'être vraiment peu consommateur d'énergie.

## Services
Tout service Internet ouvert peut être fourni en auto-hébergement. Les plus couramment utilisés sont le Web, le courrier électronique, la messagerie instantanée et le DNS.
Les serveurs personnels auto-hébergés sont par ailleurs fréquemment utilisés pour fournir des services domestiques restreints au réseau local, comme le partage de fichiers ou d'imprimantes.

## Contraintes
Chez la plupart des fournisseurs d'accès à Internet, les débits  des connexions sont asymétriques et en faveur du débit descendant. Autrement dit, le débit montant, ou émetteur, est faible, ce qui limite la bande passante pour de l'hébergement. D'autre part, le port 25 (utilisé par le SMTP) est généralement bloqué par les fournisseurs d’accès à Internet pour limiter le spam, d'autres ports en ipv4 peuvent être bloqués ou réservés par la Box du Fournisseur d'accès à Internet.
Dans un contexte d’épuisement des adresses IPv4, l'allocation d'une adresse publique pour plusieurs machines entraîne la présence du hairpinning, le NAT et l'utilisation d'adresses IP dynamiques. Ces contraintes rendent difficiles et complexes l'utilisation de plusieurs serveurs depuis une même connexion à moins d'utiliser un proxy inverse avec indication du nom du serveur.
Une solution à ce problème consiste à utiliser les adresses IPv6 parce que les fournisseurs d'accès à Internet distribuent une plage IPv6 plutôt qu'une IPv4 unique et qu'en général seul le port 25 est bloqué.

## Solutions

### Distributions GNU/Linux spécialisées
Voici une liste de distributions GNU/Linux facilitant l’auto-hébergement.

#### Orientées particuliers
- AlternC
- arkOS (projet arrêté en 2017)
- BeedBox (projet arrêté en 2012)
- Cozy (projet arrêté en 2020)
- CloudFleet[2]
- Host@Home[3] (projet arrêté)
- FLAP[4],[5]
- FreedomBox
- Ladistribution[réf. souhaitée]
- YunoHost
- ZimaOS (pour CasaOS)[6]

#### Orientées entreprises
- Zentyal (en) : orientée PME

### Logiciels tout en un
- Super Simple Server[7] (pour Windows et Linux), conçu par le créateur de WinMX et de Tixati (en)
- Libervia (anciennement Salut à Toi)